# Алгоритм Монтгомери
Алгоритм Монтгомери — приём, позволяющий ускорить выполнение операций умножения и возведения в квадрат, необходимых при возведении числа в степень по модулю, когда модуль велик (порядка сотен бит).
Был предложен в 1985 году Питером Монтгомери.
По данным целым числам a, b < n, r, НОД{\displaystyle (r,n)=1} алгоритм Монтгомери вычисляет
{\displaystyle MonPro(a,b)=a\cdot b\cdot r^{-1}\mod {n}}
В приложениях обычно берётся {\displaystyle r=2^{k}}, так как в этом случае деление с остатком и умножение на {\displaystyle r}, используемые внутри алгоритма, происходят быстро.

## Умножение Монтгомери
Определим n-остаток (n-residue) числа {\displaystyle a<n} как {\displaystyle {\bar {a}}=a\cdot r\mod {n}}.
Алгоритм Монтгомери использует свойство, что множество {\displaystyle \{a\cdot r\mod {n}\mid 0\leqslant a\leqslant n-1\}} является полной системой вычетов, то есть содержит все числа от 0 до n-1.
MonPro вычисляет {\displaystyle {\bar {c}}={\bar {a}}\cdot {\bar {b}}\cdot r^{-1}\mod {n}}. Результат является n-остатком от {\displaystyle c=a\cdot b\mod {n}}, так как
{\displaystyle {\bar {c}}={\bar {a}}\cdot {\bar {b}}\cdot r^{-1}\mod {n}=a\cdot r\cdot b\cdot r\cdot r^{-1}\mod {n}=c\cdot r\mod {n}}
Определим n' так, что {\displaystyle r\cdot r^{-1}-n\cdot n'=1}. {\displaystyle r^{-1}} и {\displaystyle n'} можно вычислить с помощью расширенного алгоритма Евклида.
Функция {\displaystyle MonPro({\bar {a}},{\bar {b}})}
```
1. 

  

    

      

        
t

        
=

        

          

            

              
a

              
¯

            

          

        

        
⋅

        

          

            

              
b

              
¯

            

          

        

      

    

    
{\displaystyle t={\bar {a}}\cdot {\bar {b}}}

  

2. 

  

    

      

        
u

        
=

        
(

        
t

        
+

        
(

        
t

        
⋅

        

          
n

          
′

        

        

        
mod

        

        

        
r

        
)

        
⋅

        
n

        
)

        

          
/

        

        
r

      

    

    
{\displaystyle u=(t+(t\cdot n'\mod {r})\cdot n)/r}

  

3. 
while 

  

    

      

        
(

        
u

        
>=

        
n

        
)

        
u

        
=

        
u

        
−

        
n

      

    

    
{\displaystyle (u>=n)u=u-n}

  

4. 
return 
 

  

    

      

        
u

      

    

    
{\displaystyle u}

  

```

При {\displaystyle r=2^{k}} операции умножения и деления на {\displaystyle r} выполняются очень быстро, так как  представляют собой просто сдвиги бит, а при {\displaystyle r>n} цикл в строчке 3 выполнится не более одного раза. Таким образом алгоритм Монтгомери быстрее обычного вычисления {\displaystyle a\cdot b\mod {n}}, которое содержит деление на n. Однако вычисление n' и перевод чисел в n-остатки и обратно — трудоёмкие операции, вследствие чего применять алгоритм Монтгомери при однократном вычислении произведения двух чисел представляется неразумным.

## Возведение в степень Монтгомери
Использование алгоритма Монтгомери оправдывает себя при возведении числа в степень по модулю {\displaystyle a^{e}\mod {n}}.
Функция {\displaystyle ModExp(a,e,n)}
```
1. 

  

    

      

        

          

            

              
a

              
¯

            

          

        

        
=

        
a

        
⋅

        
r

        

        
mod

        

        

        
n

      

    

    
{\displaystyle {\bar {a}}=a\cdot r\mod {n}}

  

2. 

  

    

      

        

          

            

              
x

              
¯

            

          

        

        
=

        
1

        
⋅

        
r

        

        
mod

        

        

        
n

      

    

    
{\displaystyle {\bar {x}}=1\cdot r\mod {n}}

  

3. for i=j-1 downto 0
     

  

    

      

        

          

            

              
x

              
¯

            

          

        

        
=

        
M

        
o

        
n

        
P

        
r

        
o

        
(

        

          

            

              
x

              
¯

            

          

        

        
,

        

          

            

              
x

              
¯

            

          

        

        
)

      

    

    
{\displaystyle {\bar {x}}=MonPro({\bar {x}},{\bar {x}})}

  

     if 

  

    

      

        

          
e

          

            
i

          

        

        
=

        
1

      

    

    
{\displaystyle e_{i}=1}

  

 then 

  

    

      

        

          

            

              
x

              
¯

            

          

        

        
=

        
M

        
o

        
n

        
P

        
r

        
o

        
(

        

          

            

              
x

              
¯

            

          

        

        
,

        

          

            

              
a

              
¯

            

          

        

        
)

      

    

    
{\displaystyle {\bar {x}}=MonPro({\bar {x}},{\bar {a}})}

  

4. return 

  

    

      

        
x

        
=

        
M

        
o

        
n

        
P

        
r

        
o

        
(

        

          

            

              
x

              
¯

            

          

        

        
,

        
1

        
)

      

    

    
{\displaystyle x=MonPro({\bar {x}},1)}

  

```

Возведение числа в степень битовой длины k алгоритмом «возводи в квадрат и перемножай» включает в себя от k до 2k умножений, где k имеет порядок сотен или тысяч бит.
При использовании алгоритма возведения в степень Монтгомери объём дополнительных вычислений фиксирован (вычисления {\displaystyle n'}, {\displaystyle {\bar {a}}}, {\displaystyle {\bar {x}}} в начале и {\displaystyle MonPro({\bar {x}},1)} в конце), а
операция MonPro выполняется быстрее обычного умножения по модулю,
поэтому алгоритм возведения в степень Монтгомери даст выигрыш в производительности по сравнению с алгоритмом «возводи в квадрат и перемножай».

## Реализация алгоритма на JavaScript
```
function powMod(a, e, m) {
	var r = 1;
	while (e > 0) {
		console.log('A='+a+', E='+e+', R='+r);
		if ((e & 1) == 0) {
			e = e >> 1;
			a = (a * a) % m;
		} else {
			e = e - 1;
			r = (r * a) % m;
		}
	}
	console.log('A='+a+', E='+e+', R='+r);

	return r;
}
```